# Pluhatar, Talalaiivka
Pluhatar (în ucraineană Плугатар) este un sat în comuna Reabuhî din raionul Talalaiivka, regiunea Cernihiv, Ucraina.

## Demografie
Componența lingvistică a localității Pluhatar
     Ucraineană (95,41%)
     Rusă (4,28%)
     Alte limbi (0,31%)
Conform recensământului din 2001, majoritatea populației localității Pluhatar era vorbitoare de ucraineană (95,41%), existând în minoritate și vorbitori de rusă (4,28%).